# Pazoubek zelený
Pazoubek zelený (Microglossum viride) je zákonem chráněný (jakožto silně ohrožený) druh houby z čeledi patyčkovité (Leotiaceae). V Červeném seznamu hub České republiky je druh uveden jako ohrožený.

## Znaky
Plodnice jsou 3–10 cm vysoké, jazykovité nebo kyjovité, vrásčité až rýhovité, hladké, matné, zelené, olivové až žlutozelené. Plodná část nápadně zploštělá, lehce oslizlá, výrazně rozlišená od třeně.
Zprohýbaný, válcovitý třeň má na povrchu drobné, světlé šupinky. Má stejnou až lehce sytější barvu než plodná část.
Dužnina je bílá až nazelenalá.

## Užití
Nejedlá houba.

## Ekologie
Celý podzim roste tato houba na trvale humidních místech ve smíšených nebo jehličnatých lesích, např. v mechu či poblíž vodních ploch.

## Rozšíření
Druh byl popsán v oblastech Evropy, Severní Ameriky a Austrálie.

## Galerie

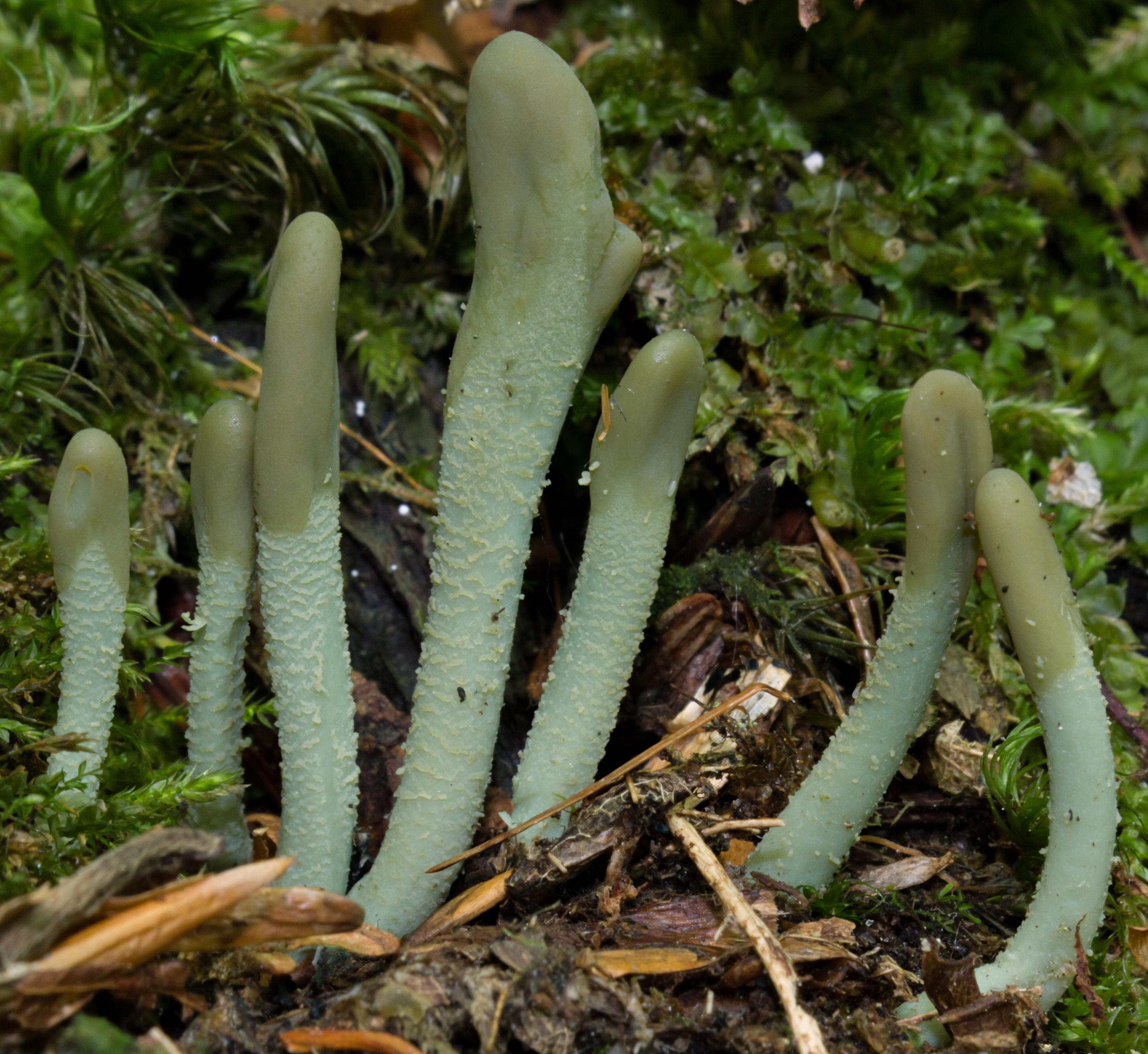
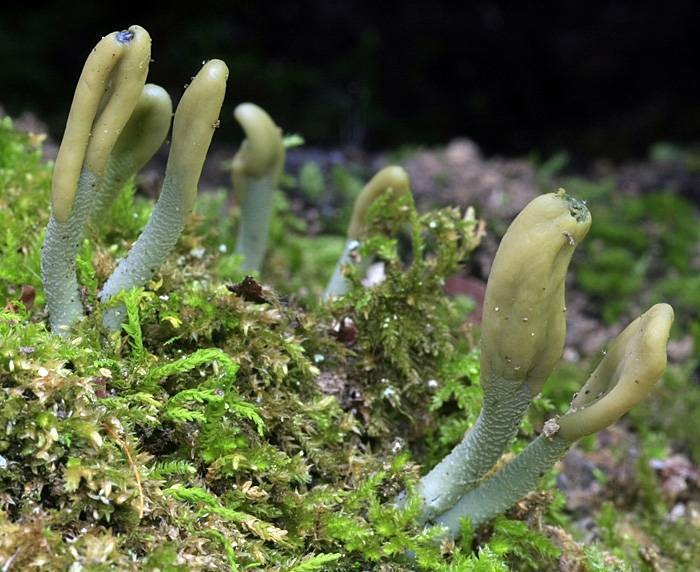
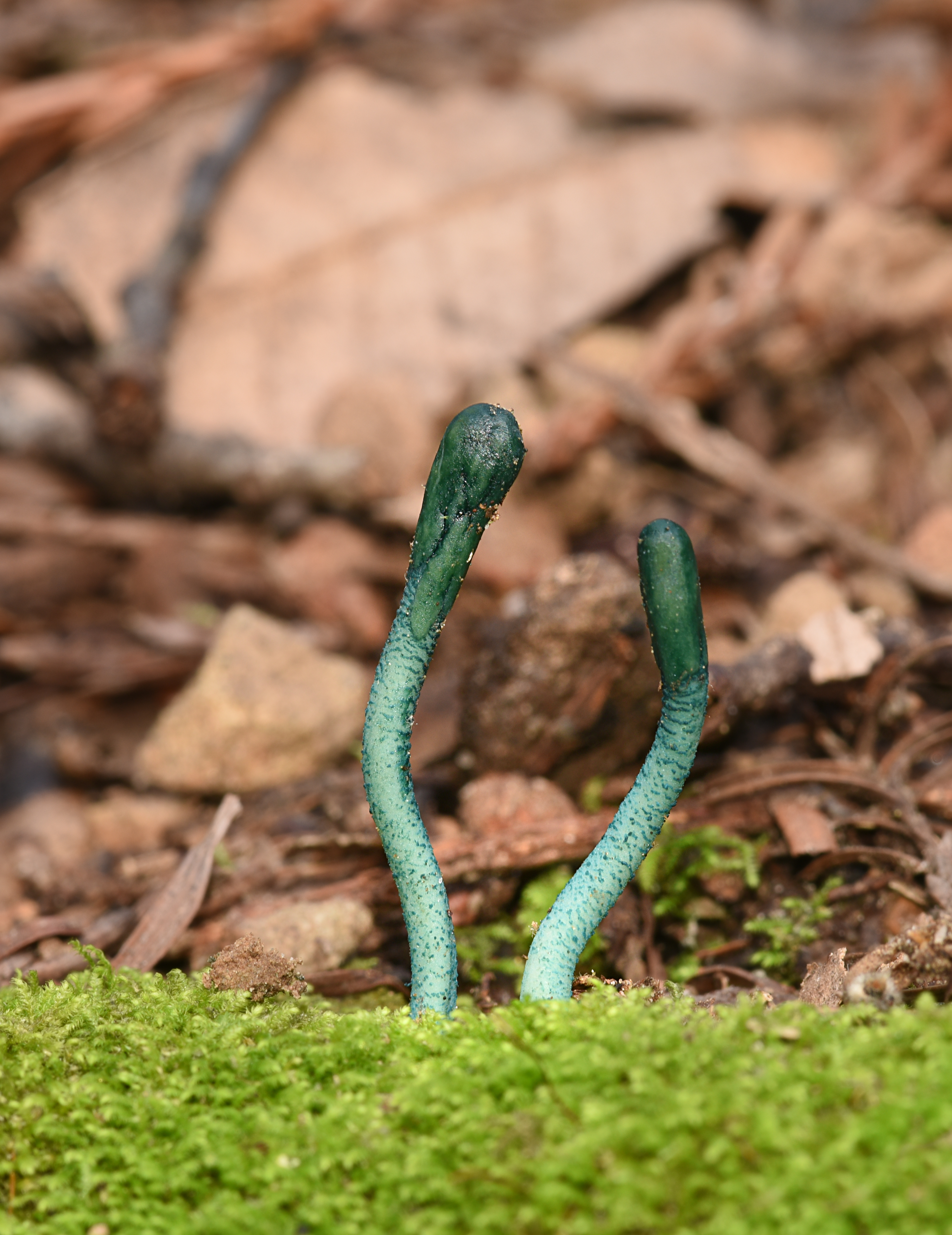
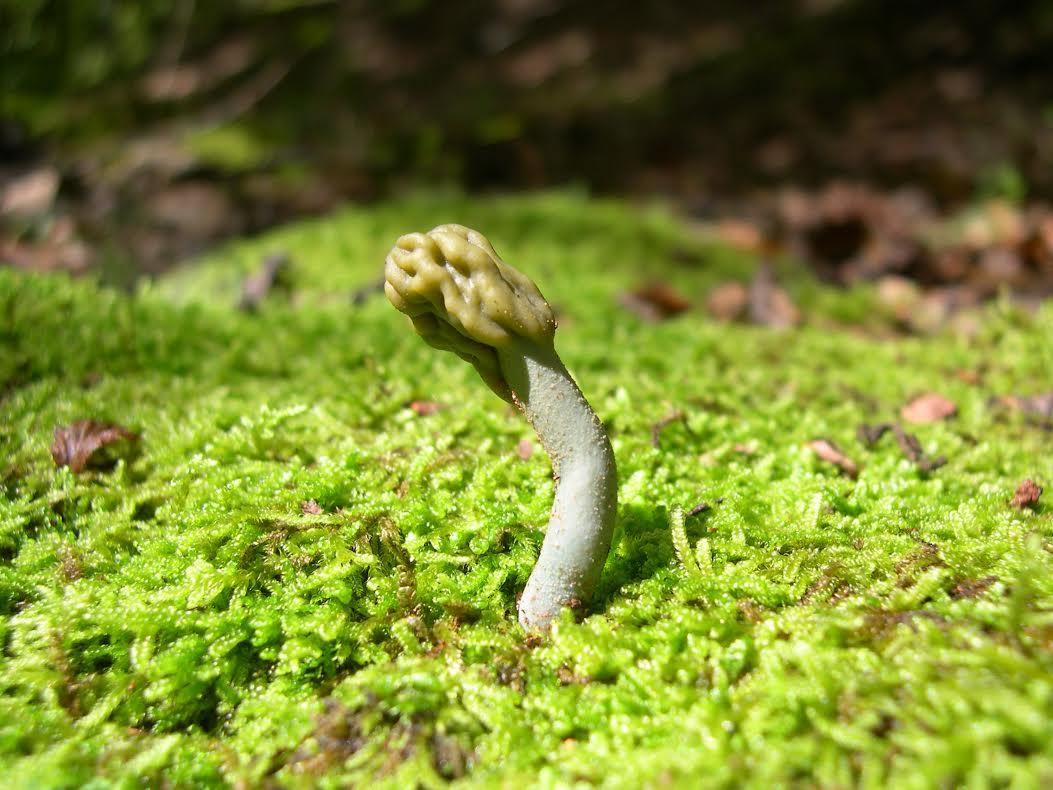

## Možnost záměny
- Pazoubek šedozelený (Microglossum griseoviride) - liší se převahou modrošedých tónů ve zbarvení.[5]